# Der Scutt
Der Scutt, född 17 oktober 1934 i Wyomissing i Pennsylvania, död 14 mars 2010 på Manhattan i New York i New York, var en amerikansk arkitekt.
Scutt är känd för att ha varit arkitekten bakom ett flertal framträdande byggnader i USA. Bland annat FN:s Plaza Tower, 520 Madison Avenue, Williamsburg Bridge, HSBC Bank USA:s huvudkontor i New York samt  Donald Trumps mest kända byggnad Trump Tower på Manhattan.  Scutt arbetade även tillsammans med Trump i Trumps första riktigt stora projekt på Manhattan, 1978 års modernisering och ombyggnation av Grand Hyatt Hotel i närheten av Grand Central Terminal. Projektet stod klart 1980.